# (500416) 2012 TM116
(500416) 2012 TM116 es un asteroide perteneciente al cinturón de asteroides, descubierto el 22 de diciembre de 2008 por el equipo del Spacewatch desde el Observatorio Nacional de Kitt Peak, Arizona, Estados Unidos.

## Designación y nombre
Designado provisionalmente como 2012 TM116.

## Características orbitales
2012 TM116 está situado a una distancia media del Sol de 2,931 ua, pudiendo alejarse hasta 3,174 ua y acercarse hasta 2,688 ua. Su excentricidad es 0,082 y la inclinación orbital 4,682 grados. Emplea 1833,34 días en completar una órbita alrededor del Sol.

## Características físicas
La magnitud absoluta de 2012 TM116 es 16,7.